# Ulmer-Vorort-Liste Jungingen - Lehr - Mähringen
| Basisdaten     | Basisdaten      |
| -------------- | --------------- |
| Gründungsdatum | 26. Juni 1990   |
| Gründungsort   | Ulm             |
| Vorsitzende    | Christa Binder  |
| Stellvertreter | Oliver Bumann   |
| Kassenführer   | Gisela Kochs    |
| Schriftführer  | Wolfgang Schmid |
| Mitglieder     | 61              |

Die Ulmer-Vorort-Liste Jungingen – Lehr – Mähringen (UVL) ist eine freie Wählergemeinschaft in Ulm in der Rechtsform eines eingetragenen Vereins. Die UVL sieht sich als Interessenvertretung der Ulmer Vororte mit Schwerpunkt Jungingen, Lehr und Mähringen. 

## Ergebnisse bei Kommunalwahlen
Die UVL erhielt bei der Kommunalwahl 2004 einen Stimmenanteil von 6,1 % und zog mit zwei Stadträten in den Ulmer Gemeinderat ein.
Bei der Kommunalwahl 2009 konnte sie diese zwei Sitze mit 5,9 % der Stimmen halten.
Der Stimmenanteil sank bei der Kommunalwahl 2014 leicht auf 5,7 %. Bei der Kommunalwahl 2019 verzeichnete die UVL einen weiteren Rückgang auf 4,8 % der Stimmen. In der Kommunalwahl am 9. Juni 2024 erreichte die UVL 4,66 %. Sie stellt weiterhin zwei Stadträte im Gemeinderat: Gisela Kochs und Oliver Bumann.
Die beiden Vertreter der UVL gehören der 9 Sitze umfassenden FWG-Fraktion im Ulmer Gemeinderat an, zu der auch die Stadträte der Freien Wählergemeinschaft Ulm (FWG), der Wiblinger Wählergemeinschaft (WWG) und der Unabhängigen Wählergemeinschaft Söflingen (UWS) zählen.